# Schepen
Een schepen (Latijn scabino; Italiaans: assessore; Frans: échevin, Duits: Schöffe, Luxemburgs: Schäffen; meervoud schepenen) is een openbaar bestuurder op plaatselijk niveau. Vanaf de vroege middeleeuwen werden functie en term in het hele grondgebied van de Lage Landen gebruikt, nu alleen nog in België en Luxemburg. Bestuurders binnen een Belgische gemeente heten nog steeds schepen, deze huidige functie is vergelijkbaar met die van een wethouder in Nederland.
Alle verhoudingen in acht genomen is de functie tegenwoordig te vergelijken met de functie van minister in de federale of gewestelijke politiek. De schepen maakt deel uit van het college van burgemeester en schepenen. In een gemeente wordt tevens een eerste schepen aangewezen, deze schepen is dan de plaatsvervanger van de burgemeester tijdens diens afwezigheid (tenzij lokaal anders werd beslist).
In acht Belgische faciliteitengemeenten (Voeren, Komen-Waasten en de zes gemeenten rond Brussel (Kraainem, Wezembeek-Oppem, Sint-Genesius-Rode, Drogenbos, Linkebeek en Wemmel) worden de schepenen echter niet door de gemeenteraad gekozen maar rechtstreeks door de inwoners (zogenaamde Pacificatiewet 8.8.88 in BS 9.8.1988).

## Ontstaan

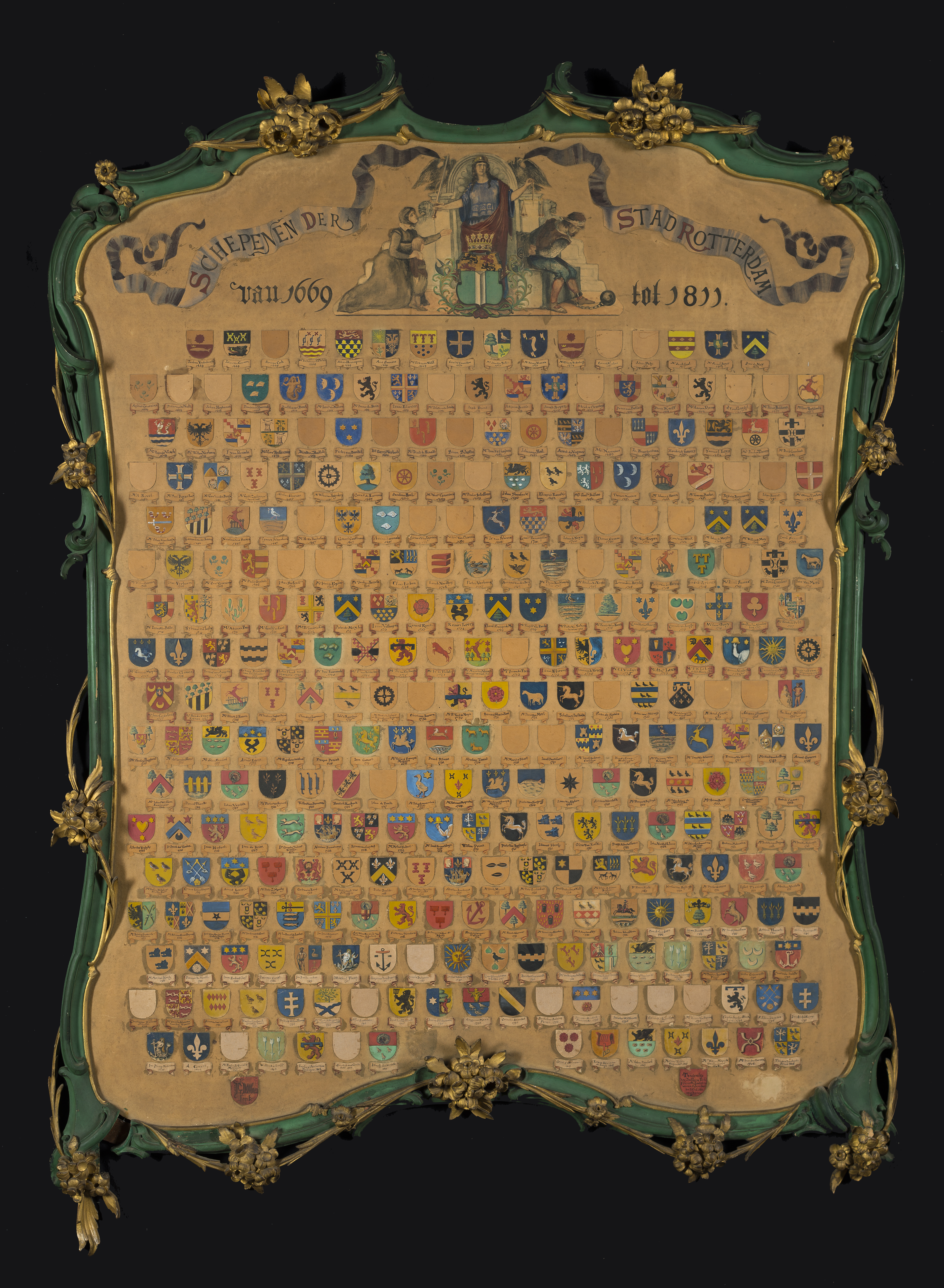
Negentiende-eeuwse wapenkaart van de schepenen van Rotterdam van 1669 tot 1811.

De schepen was vanaf de middeleeuwen een lid (ambtenaar) van een college van oordeelvoorstellers (oordeelvinders) die op rechtszittingen van het volksgerecht (ding) hun oordeel uitsprak. Dit oordeelvoorstel werd al dan niet bevestigd door verplicht aanwezige volksgenoten. Het proces van waarheidsvinding was gebaseerd op wat de partij van de klagers en die van de aangeklaagden verklaarden en op wat volgens rechtsgewoonte de norm was. Kwamen de verklaringen niet overeen, moest een verklaring van klager of aangeklaagde in de regel worden ondersteund door de verklaring van minstens een getuige. De rechters die uit deze feiten het recht 'vonden' ('vonnis'), schiepen het recht, naast bestaande algemene regels. Uit het Oudsaksisch woord 'skeppian' ontstond het begrip schepen. Later verviel de verplichte bijwoning (dingplicht) door de volksgenoten bij een rechtszitting en stelde het college van schepenen, de schepenbank, het oordeel vast. Aangezien het bestuurlijke concept van de scheiding der machten toendertijd nog niet uitgevonden was, hadden de schepenen meestal ook bestuurlijke en uitvoerende taken. In de Lage Landen en omliggende landen kende men schepenen en schepenbanken in deze vorm van de 11e eeuw tot het einde van het ancien régime (ca. 1795).
Na de Franse tijd werd de term schepen gereserveerd voor lokale bestuurders, terwijl de rechtspraak onafhankelijk werd. In Nederland kreeg de overeenkomstige bestuurlijke functie de naam assessor en later wethouder.

## Kiesprocedure schepenen
Het aantal hedendaagse schepenambten hangt af van het inwonertal van een gemeente. Het Decreet Lokaal Bestuur in Vlaanderen bepaalt een vast minimumaantal van twee schepenen (naast de burgemeester) en een maximumaantal afhankelijk van het inwoneraantal (van twee tot negen). Elke schepen heeft zijn eigen portefeuille, maar zijn autonome beslissingsbevoegdheid is uiterst beperkt. Alle beslissingen die de gemeente binden worden door het College van burgemeester en schepenen collegiaal genomen.
Schepenen worden door en uit de gemeenteraadsleden verkozen. Zij moeten dus voldoen en blijven voldoen aan alle voorwaarden om verkiesbaar te zijn zoals voor een gemeenteraadslid wordt verondersteld. Voor de verkiezingen van 2000 dienden zij de Belgische nationaliteit te bezitten, maar vanaf 2006 verviel deze voorwaarde. In zes faciliteitengemeenten in de Vlaamse Rand rond Brussel waar veel Franstaligen wonen, worden schepenen rechtstreeks door het volk gekozen. In alle andere gemeenten worden schepenen verkozen tijdens de installatievergadering van de nieuwe gemeenteraad. De stemming is geheim. Personen die verkozen worden met een absolute meerderheid worden automatisch verkozen tot schepen.
De voorzitter van het bijzonder comité voor de sociale dienst (de vroegere OCMW-voorzitter) is volgens het Vlaamse gemeentedecreet sinds 2013 verplicht deel van het schepencollege. Tijdens de legislatuur 2007-2012 was dit nog optioneel. Hij/zij kan eventueel andere schepenbevoegdheden daarbovenop toegewezen krijgen. Vóór de fusie van gemeenteraad en OCMW-raad (met ingang op 1 januari 2019) was in sommige gevallen de OCMW-voorzitter zelfs geen verkozen stemgerechtigd gemeenteraadslid, het volstond dat hij/zij OCMW-raadslid was.
De volgorde van verkiezing van schepenen is van belang. De schepen die als eerste wordt verkozen, wordt aangeduid als "eerste schepen" en is als dusdanig de eerste in lijn om taken van de burgemeester over te nemen wanneer noodzakelijk. Dit gaat verder met tweede schepen, derde schepen, enz. De OCMW-voorzitter is steeds van rechtswege laatste schepen (Artikel 43, § 4 Decreet Lokaal Bestuur).